# Eystein Eysteinsson
Pour les articles homonymes, voir Eysteinsson.
Eystein Eysteinsson Møyla (Øystein Øysteinsson) (mort en 1177) prétendant au trône de Norvège de 1174 à 1177

## Origine
Eystein Eysteinsson est le fils illégitime de Eystein Haraldsson, un des fils d'Harald IV de Norvège, co-roi de Norvège avec ses frères Inge Ier de Norvège, Sigurd II de Norvège et Magnus Haraldsson.

## Prétendant
Surnommé Møyla (la Pucelle) du fait de son aspect juvénile et de son joli visage, il est proclamé roi en 1174 par les « Birkebeiner » en révolte contre le roi Magnus V de Norvège et son père le régent Erling Skakke.
Eystein reste avec ses hommes deux ans dans le Viken et les districts voisins, avant de rejoindre en 1176 Trondheim, dont il s’empare, et où il est proclamé roi. Il rassemble alors une armée de 2 400 hommes et, avec cette force, traverse les montagnes vers le sud de la Norvège. Mais, en janvier 1177, le roi Magnus V de Norvège le le rencontre à Re (ru), où Eystein Eysteinsson est défait et tué.

## Sources
Heimskringla de Snorri Sturluson
- Sagas of the Norse Kings (traduction anglaise), Everyman's Library : « Magnus Erlingson » Chapitre XVII.